# Chiesa di San Melchiade
La chiesa di San Melchiade è un luogo di culto cattolico di Roma, situato nella zona Labaro appartenente al Municipio Roma XV; è sede dell'omonima parrocchia della diocesi di Roma.

## Storia
Labaro sorse successivamente alla bonifica dell'Agro Romano (1878) a nord di Roma, nei pressi del luogo in cui, il 28 ottobre 312, si svolse la Battaglia di Ponte Milvio tra Costantino I e Massenzio.
In questa zona, il 16 maggio 1959 venne eretta con il decreto del cardinale vicario Clemente Micara Quo uberius bonis, una parrocchia dedicata a San Melchiade, papa ai tempi della vittoria di Costantino su Massenzio.
La comunità si riunì inizialmente in un luogo di culto provvisorio fino a che non venne edificata una chiesa vera e propria; la costruzione di quest'ultima è iniziata su progetto di Giuseppe Spina nel 1974 per terminare nel 1977.

## Descrizione

### Architettura e arte
La chiesa di San Melchiade e l'annesso complesso parrocchiale sorgono sul versante della collina di Labaro rivolto verso il Grande Raccordo Anulare; formano un unico edificio che si articola su più livelli, dei quali quello più in alto è costituito dal luogo di culto.
La facciata dell'aula liturgica è costituita dal grande ingresso, protetto da una pensilina sporgente e ricurva sulla parte anteriore e chiuso da un portale ligneo. Sulla destra di esso vi è un bassorilievo in metallo raffigurante San Melchiade. Isolata nel piazzale davanti ad esso si trova un'alta stele in cemento armato, priva di decorazioni e sormontata da una croce.

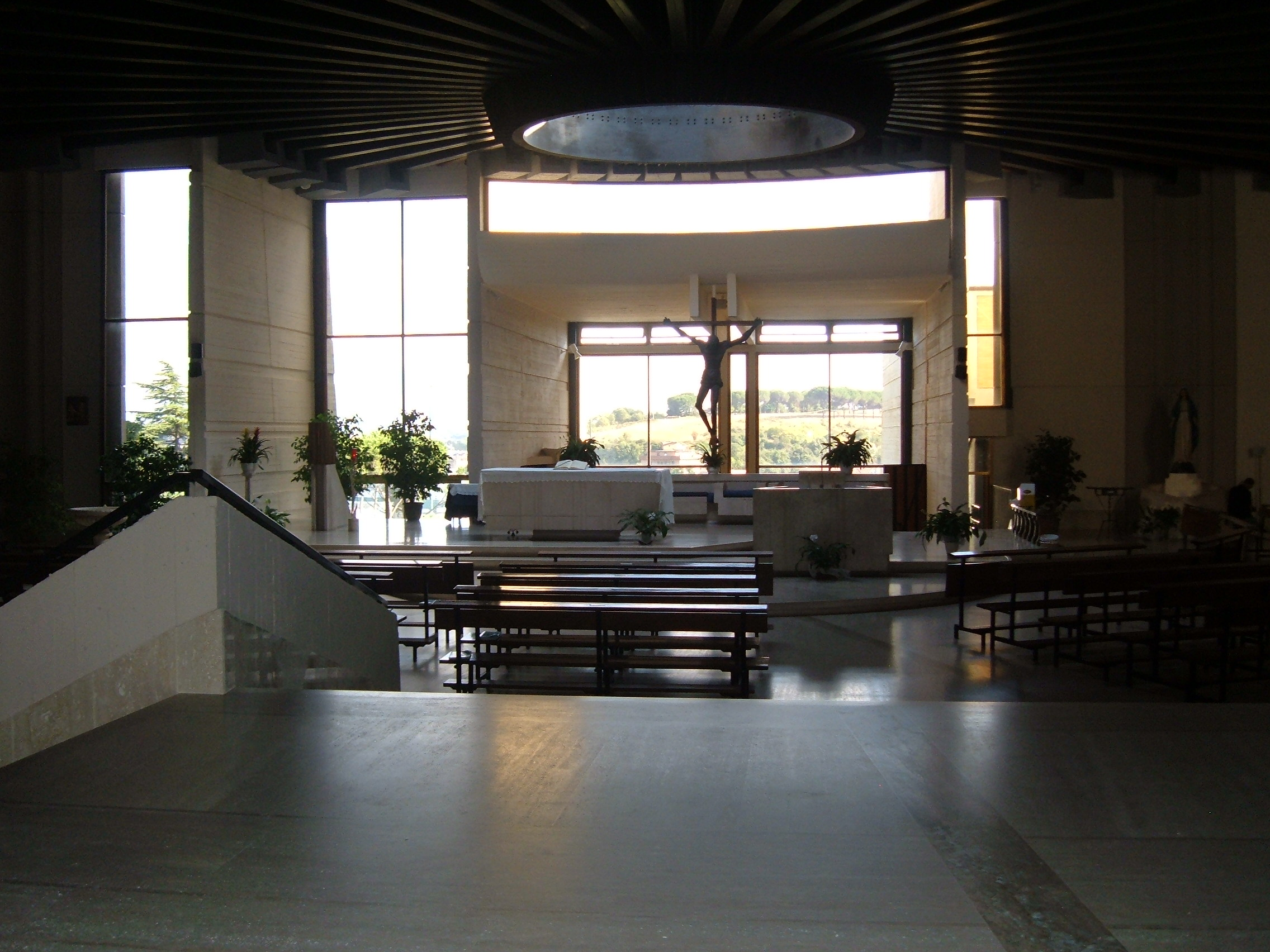
Interno

Interamente, l'aula è caratterizzata da due esedre laterali semicircolari e da una vetrata a forma di cupola che illumina dall'alto il presbiterio; verso quest'ultima convergono tutte le travature del soffitto, in legno e acciaio pressopiegato; il paramento murario è in cemento armato a vista e la pavimentazione è costituita da lastre in travertino. Il presbiterio quest'ultima è rialzato di alcuni gradini rispetto al piano dell'assemblea ed è costituita da arredi marmorei, quali l'altare maggiore (posto al centro), l'ambone (situato sulla destra), il tabernacolo (con custodia in metallo), e la sede (tra l'altare e l'ambone); alle spalle di quest'ultima vi è un grande Crocifisso in bronzo. Dietro il presbiterio, ad una quota inferiore rispetto al resto della chiesa, si trova la cappella feriale, ospitante una statua della Madonna col Bambino, la cui parete di fondo è costituita da un'ampia vetrata che fa da sfondo al presbiterio.

### Organo a canne
Nell'esedra di destra dell'aula, si trova l'organo a canne della chiesa, costruito nel 1978 dalla ditta organaria Krengli di Novara.
Lo strumento, a trasmissione elettrica, presenta una mostra composta da canne del registro principale disposte in due cuspidi convergenti, con bocche a mitria. La consolle, situata nei pressi del corpo d'organo, dispone di un'unica tastiera di 61 note ed una pedaliera concavo-radiale di 32 note.

## Galleria d'immagini

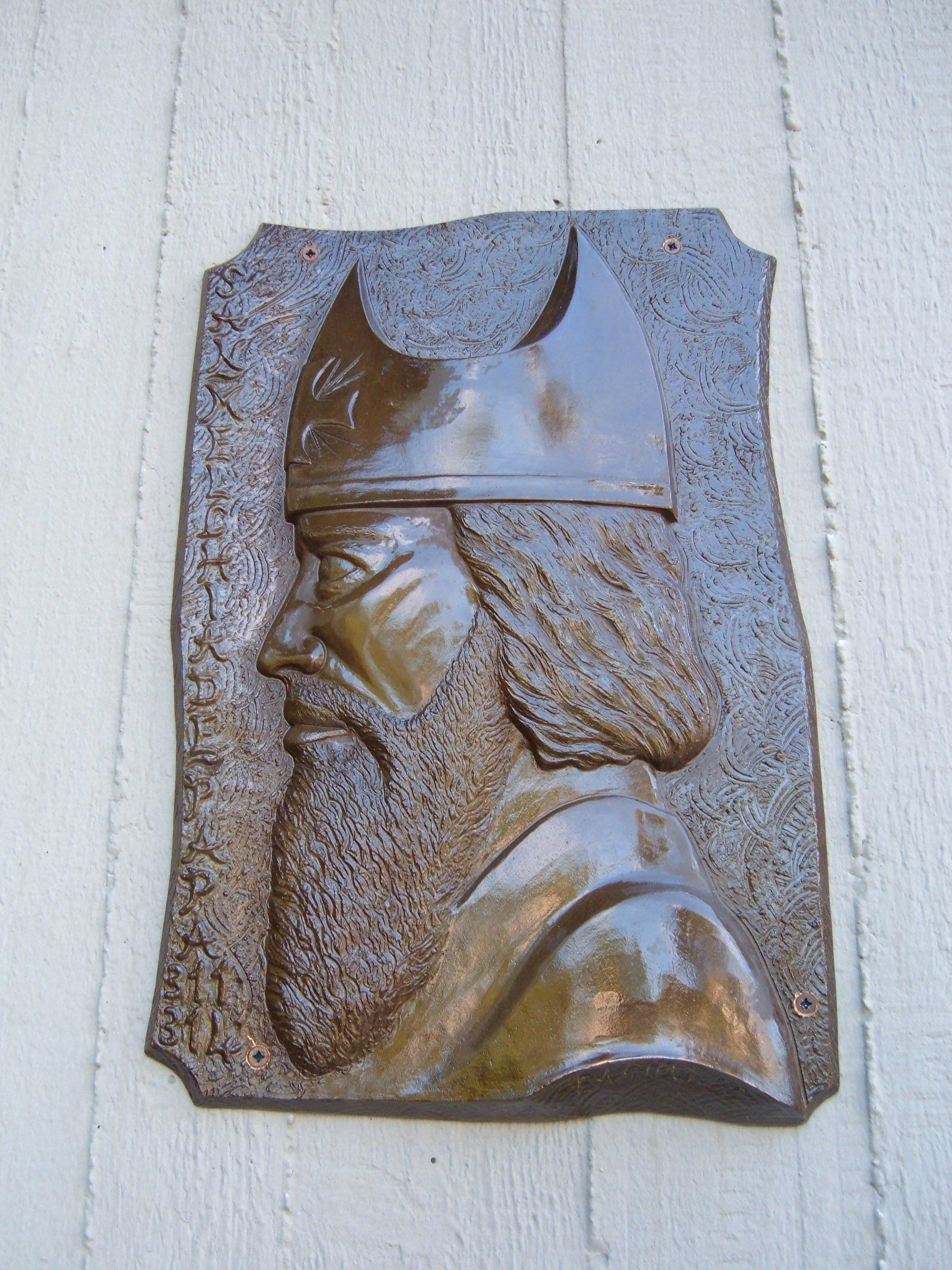
Bassorilievo di San Melchiade
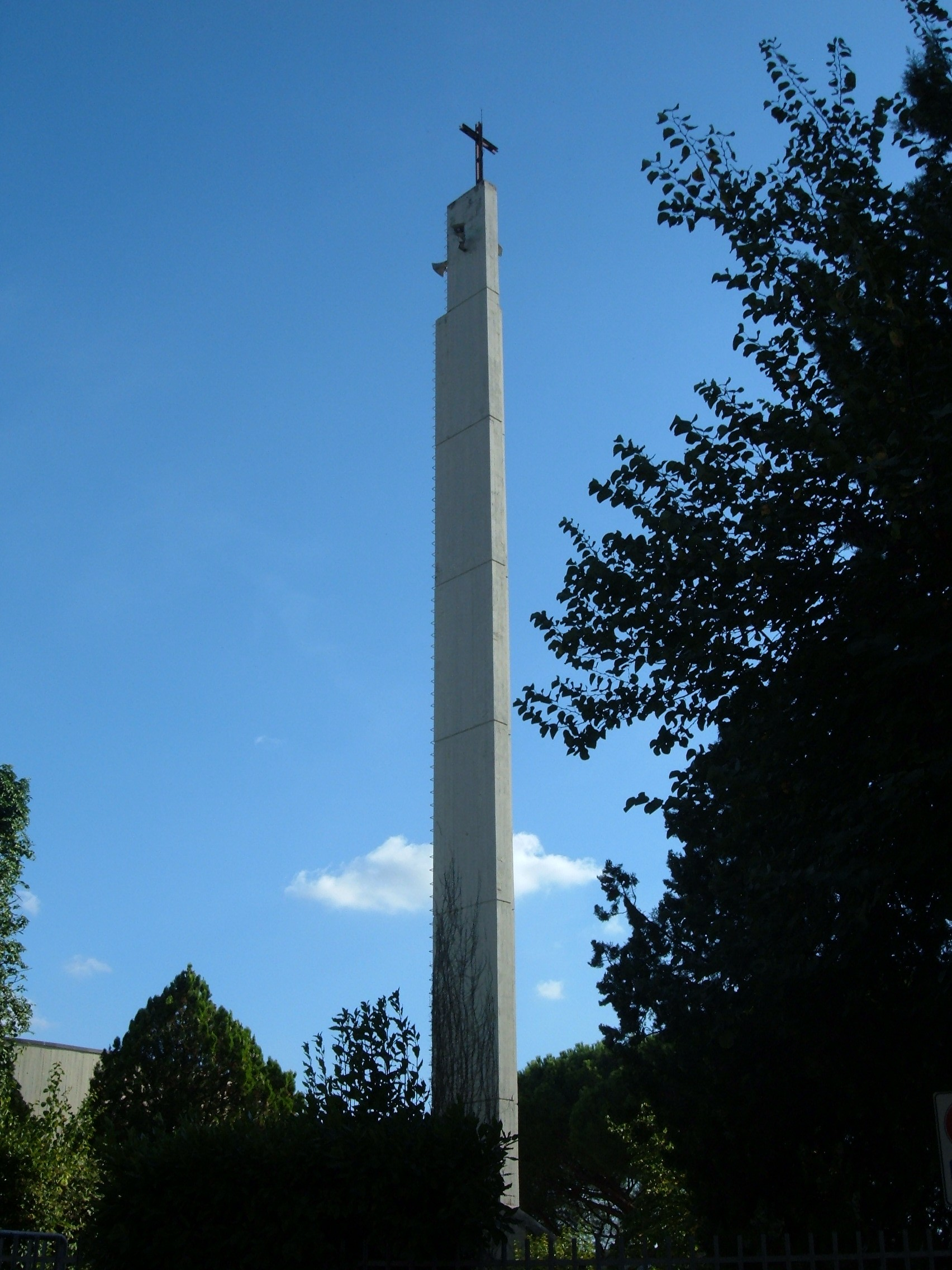
La stele
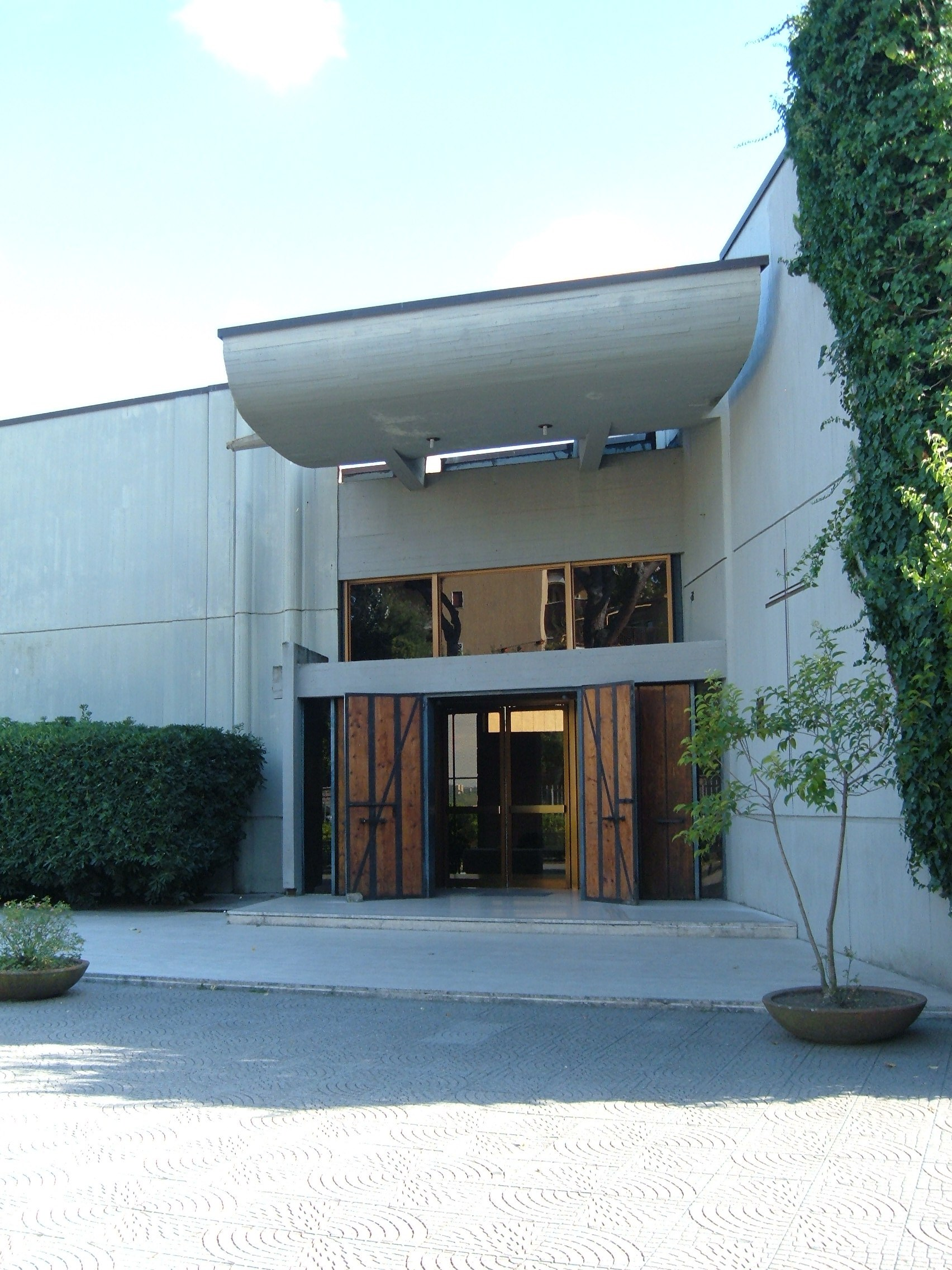
Ingresso
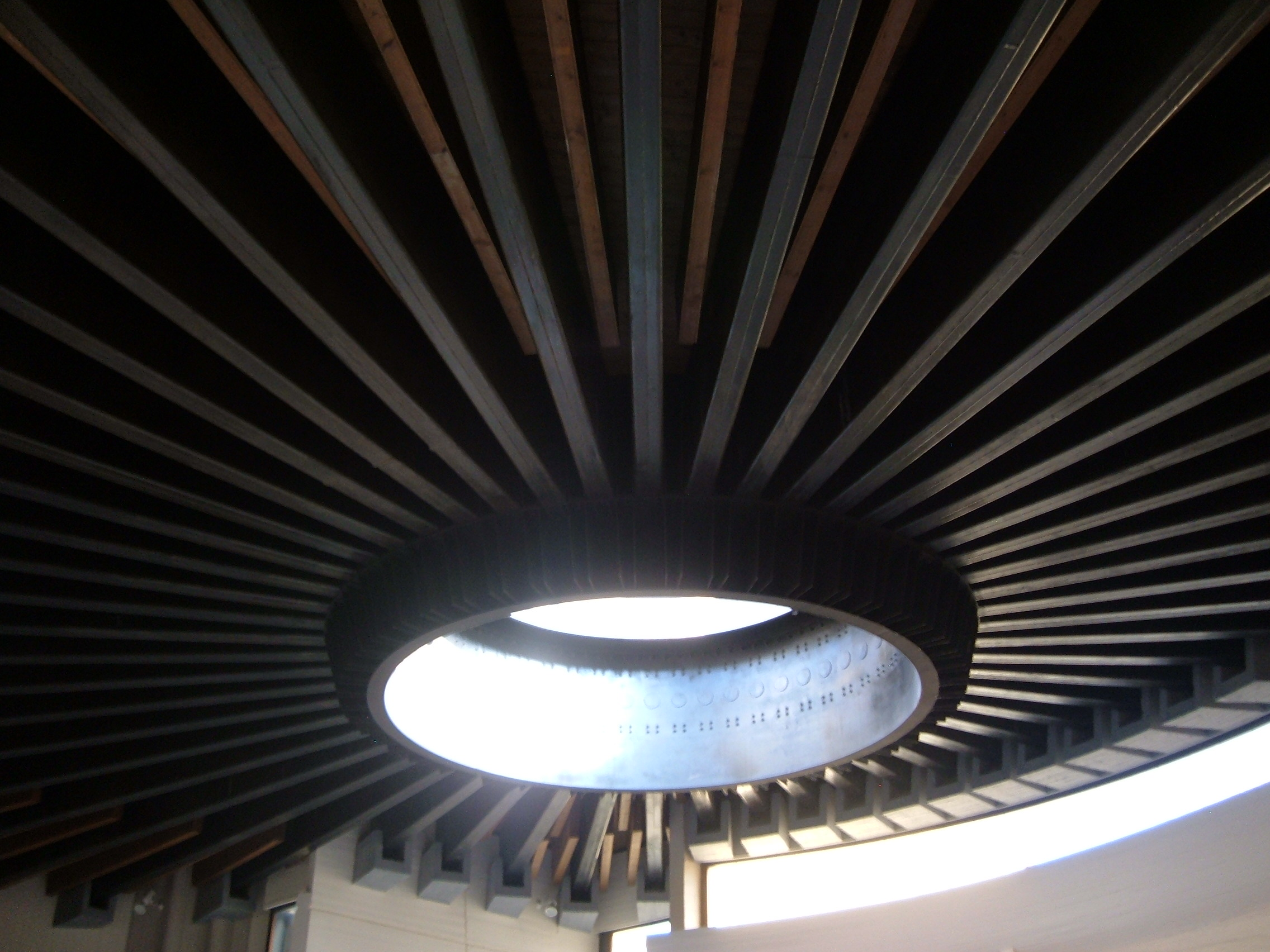
Il soffitto
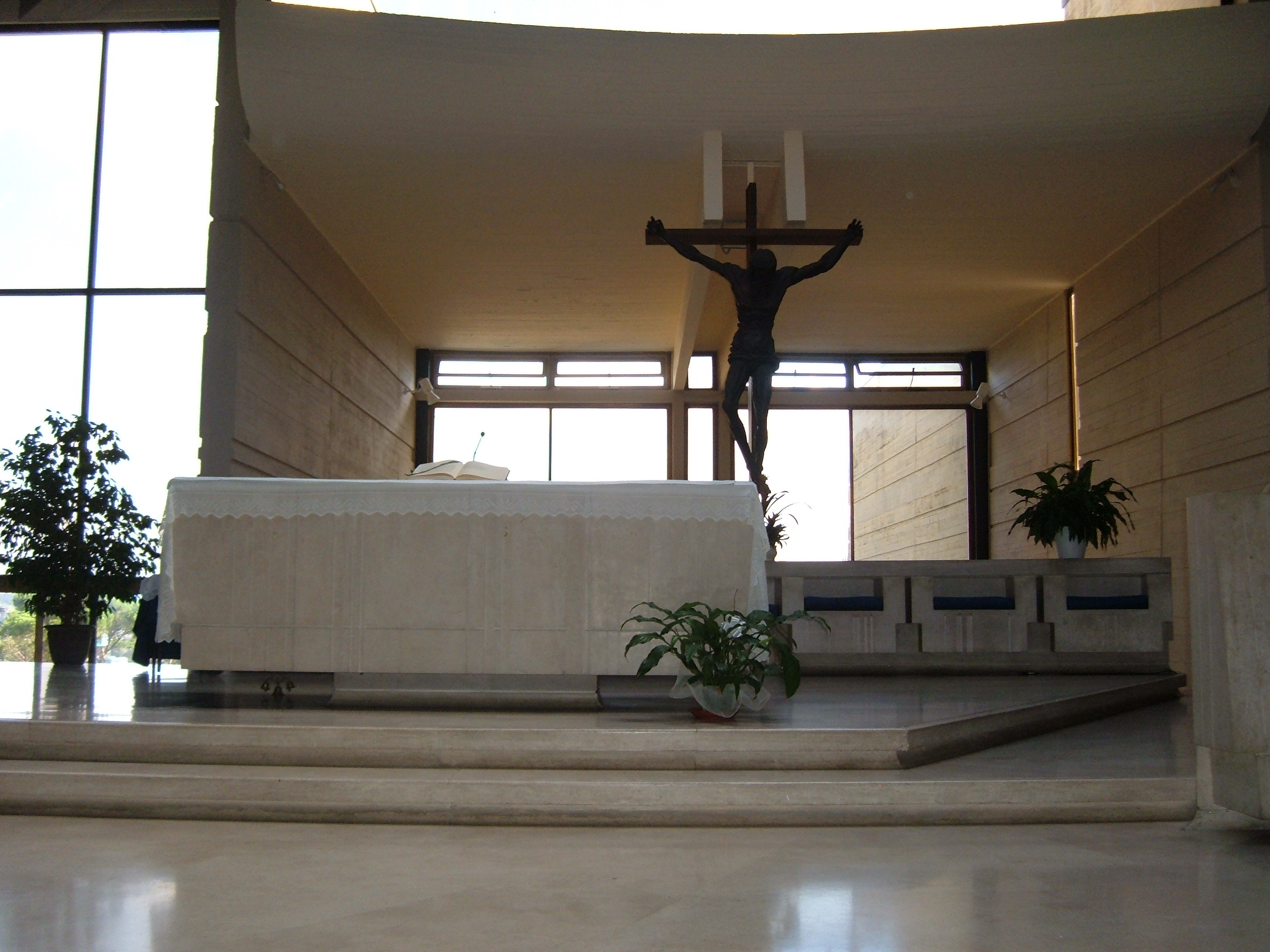
Il presbiterio
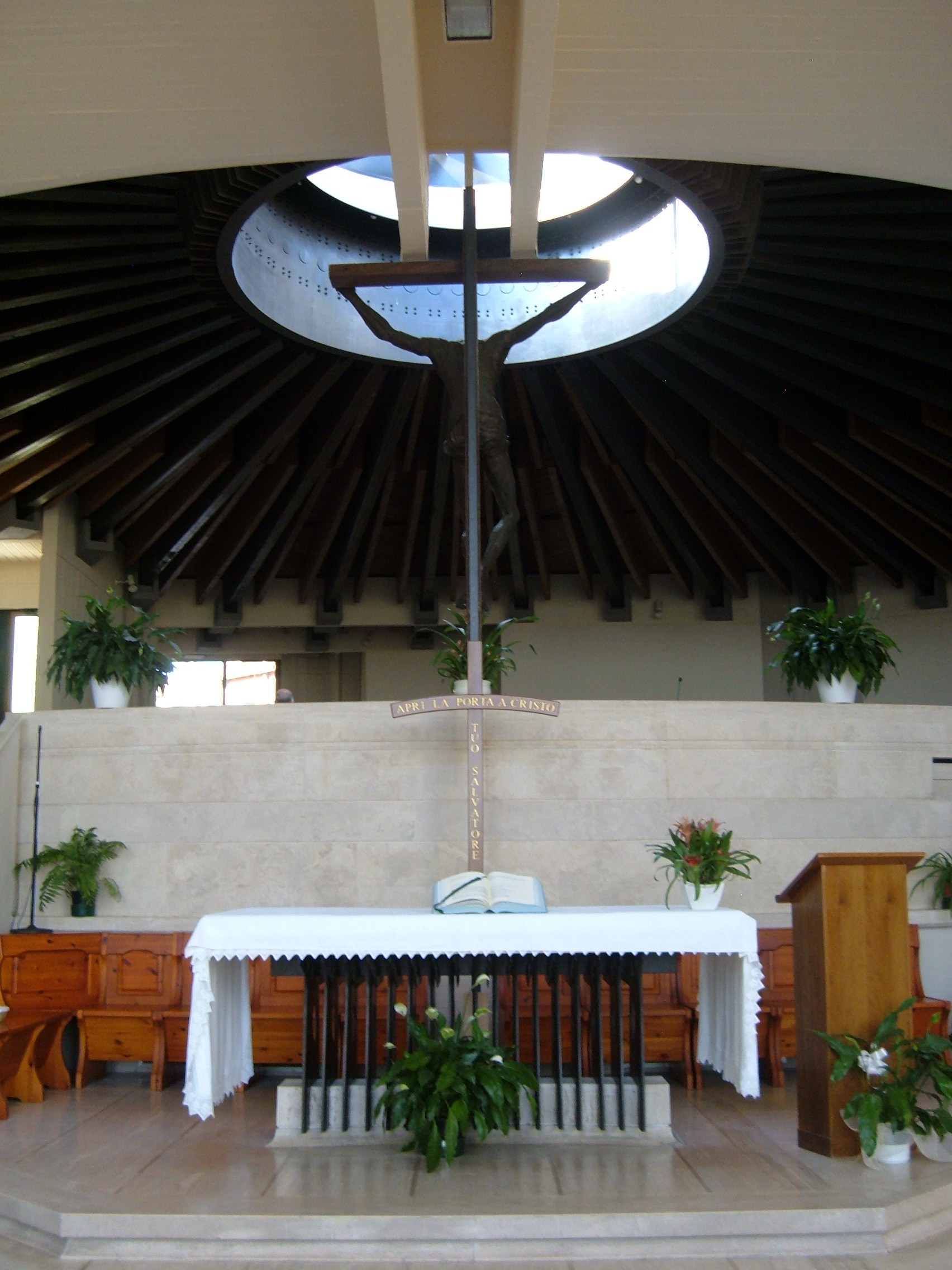
La cappella feriale
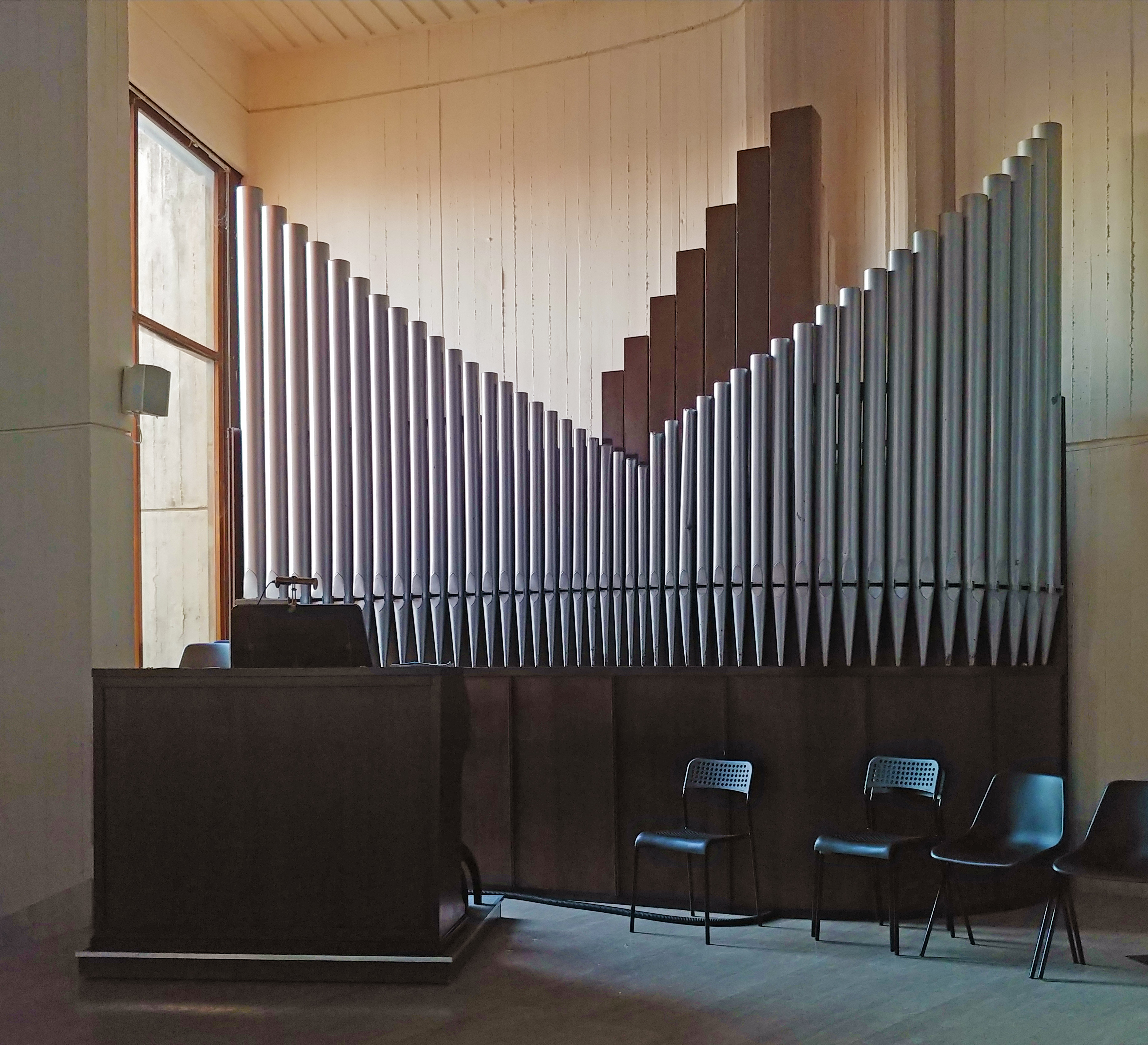
L'organo a canne